# Semustină
Fotemustina este un medicament chimioterapic din clasa agenților alchilanți, derivat de lomustină (din clasa derivaților de nitrozouree). Prezintă efect în tratamentul unor cancere.